# Aplocheilichthys hutereaui
Aplocheilichthys hutereaui é uma espécie de peixe da família Poeciliidae.
Pode ser encontrada nos seguintes países: Angola, Botswana, República do Congo, Malawi, Moçambique e Zâmbia.
Os seus habitats naturais são: rios.